# Susan Sontag
Susan Sontag o Susan Rosenblatt (Nova York, 16 de gener de 1933-ibid., 28 de desembre de 2004) fou principalment una novel·lista i assagista estatunidenca, tot i que també es dedicà a les arts escèniques com a crítica, formadora i directora de cinema i de teatre. Així mateix, Sontag va escriure i viatjà a zones de conflicte, com la guerra del Vietnam o la de Sarajevo, sobre fotografia, cultura i mitjans de comunicació, VIH i les malalties, o també sobre drets humans. Els seus assaigs i discursos van generar força controvèrsia, i ha estat descrita com «una de les crítiques més influents de la seva generació».

## Biografia
Filla de Jack Rosenblatt i Mildred Jacobsen, una parella d'arrels jueves, el seu pare morí a la Xina de tuberculosi el 1938; anys més tard, la seva mare es casà en segones núpcies amb Nathan Sontag, del qual adoptà el cognom.
Va educar-se inicialment a Tucson (Arizona), per estudiar estudis secundaris a Los Angeles, Califòrnia. Llicenciada en Filosofia i Lletres per les universitats de Chicago i Harvard, també estudià en altres universitats com Berkeley, Oxford, i París. Després de completar el seu màster en Filosofia, inicià una investigació doctoral en metafísica, ètica i filosofia grega a Harvard. Es considera que participà en la investigació que resultà en l'obra Freud: The Mind of the Moralist de Philip Rieff, aleshores parella de Sontag. Les seves aportacions a l'obra s'han interpretat com a inestimables, considerant-la coautora no oficial de l'obra.
Sontag va donar-se a conèixer amb una recopilació d'assaigs i articles periodístics. El 1968 participà com a corresponsal a la Guerra del Vietnam, conflicte que la impactà enormement. Susan Sontag fou una extraordinària assagista i novel·lista, una pensadora inusual en el món cultural dels Estats Units, que amb els seus punts de vista va crear una imatge del món contemporani. Va fer crítica de la societat nord-americana i de la guerra, de totes les guerres, i també de la posició europea i nord-americana en les Guerres de Iugoslàvia. Una rebel amb causa, preocupada pels grups vulnerables i per les dones, sense ser feminista declarada.
El 2003 fou guardonada amb el Premi Príncep d'Astúries de les Lletres, al costat de Fàtima Mernissi, ambdues per haver desenvolupat una obra literària en diversos gèneres que, amb profunditat de pensament i qualitat estètica, aborda qüestions essencials del nostre temps des d'una perspectiva complementària en el diàleg de les cultures.
Morí a la ciutat de Nova York el 28 de desembre de 2004 com a conseqüència d'una leucèmia.

## Obra publicada

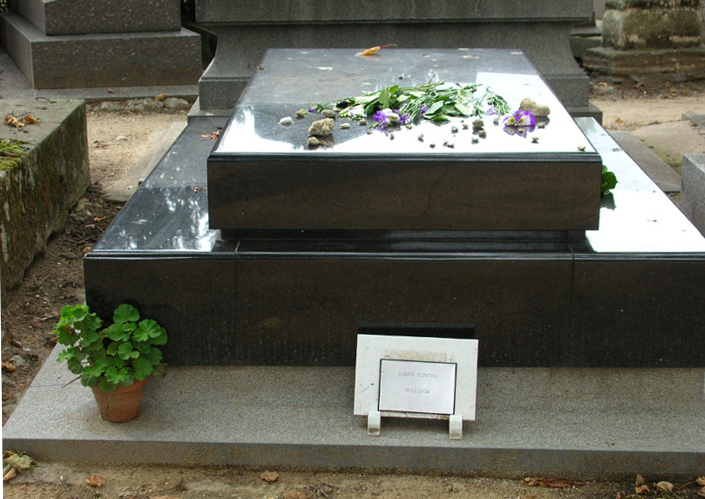
Tomba de Susan Sontag al cementiri de Montparnasse, París

### Ficció
- The Benefactor, 1963
- Death Kit, 1967
- I, etcetera, 1977
- "The Way We Live Now", 1991, història curta
- The Volcano Lover, 1992
- In America, 1999

### Col·lecció d'assaigs
- Against Interpretation, 1966
- Styles of Radical Will, 1969
- Under the Sign of Saturn, 1980
- Where the Stress Falls, 2001

### Monografies
- On Photography, 1977 traduït al català Sobre la fotografia (2019) per Anna Llisteri[10]
- Illness as Metaphor, 1978
- AIDS and Its Metaphors, 1988
- Regarding the Pain of Others, 2003

### Pel·lícules
- Duett för kannibaler, 1969
- Bröder Carl, 1971
- Promised Lands, 1974
- Giro turistico senza guida, 1983

### Altres
- Reborn: Journals and Notebooks 1947–1963 (2008)
- As Consciousness Is Harnessed to Flesh: Journals and Notebooks, 1964-1980 (2012) segona part de les seves memòries que recull els seus diaris de maduresa[11]

## Premis i reconeixements
- Va guanyar el 2003 el Premi de la Pau del Comerç Llibreter Alemany concedit a la Fira del Llibre de Frankfurt.